# 사토 사토미
사토 사토미(일본어: 佐藤 聡美, 1986년 5월 8일 ~ )는 일본의 성우이다. 아오니 프로덕션 소속으로 미야기현 출신이다.

## 여담
- 도쿄 아나운스 학원 재학시, 「토모카즈·미키의 라디오 빅뱅」의 7대째 어시스턴트(제5기 BGP)가 됐으며 동시에 유닛 「Kisty」의 결성에 참가했다.
- 소녀, 여성을 중심으로 여러 가지 역할을 연기하고 있지만, 주로 얌전하고 조용한 성격의 역할이 많다.「케이온!」의 타이나카 리츠역이 정해졌을 때는, 본인을 비롯해 주위의 사람들 모두 놀랐다고 한다.
- 타카모토 메구미와 사이가 좋으며 둘이서 자주 놀아, 사토 자신의 블로그에 타카모토가 자주 등장한다. 또, 히카사 요코나 타케타츠 아야나와도 사이가 좋고「케이온!」등에서의 공동 출연 계기로 만날 기회가 많아진 모양. 이 외에도 아오니 프로덕션(특히 쥬니어) 소속의 여성 성우와 친교가 있다.
- 「케이온!」의 Web 라디오 「라지온!」의 기획으로, 자신이 연기하는 캐릭터와 같은 실제 밴드 활동을 실시하고 있다. 사토 자신은 드럼 경험이 일절 없는 초심자로, 처음부터 시작했다.

- 알파카와 포메라니안을 매우 좋아한다.

- 2010년 제4회 성우어워드에서 케이온!의 '방과 후 티타임'의 일원으로 가창상을 수상했다. 2011년 제5회 성우 어워드에서는 신인 여우상을 수상했다.

## 주요 출연작

### TV 애니메이션
2005년
- 지옥소녀 (미카게 유즈키)

2007년
- 꼬마여신 카린 (밋치리안3)
- 수호 캐릭터! (와카나)
- 멋진 탐정 라비린스 (야토미 야에)

2008년
- 키라링☆레볼루션 STAGE3 (여자아이)
- 지옥소녀 3정 (미카게 유즈키)
- 수호 캐릭터! (라미라)
- 수호 캐릭터! 두근 (와카나)
- 서양골동양과자점~앤티크~ (아이)
- 햣코 (츠보미야 이노리, 모리오카, 테니스 부원)
- 야쿠시지 료코의 괴기사건부 (마리안느)

2009년
- 내일의 요이치! (여학생A, 히로유키, 메이드)
- 아수라 크라잉 (시즈마 아이네, 여학생)
- 아수라 크라잉 2 (시즈마 아이네, 여학생)
- 아냐마루 탐정 키르민즈 (미코가미 리무)
- 퀸즈 블레이드 유랑의 전사 (헤프타엘, 천사)
- 구인사가 (리파)
- 케이온! (타이나카 리츠)
- GA 예술과 아트디자인 클래스 (마루오카)
- 날아라 호빵맨 (네코미)
- 어떤 과학의 초전자포 (에다사키 반리, 소녀)
- 첫사랑 한정 (에노모토 유우)
- 동쪽의 에덴 (여대생B)
- 마리아님이 보고 계셔 4th 시즌 (학생)
- 꿈빛깔 파티쉐르 (코이즈미 카나코)
- 알기 쉬운 현대마법 (jini)

2010년
- 케이온!! (타이나카 리츠)
- 넷 미라클 쇼핑 2nd 시즌 (사토미)
- 노다메 칸타빌레 피날레 (미셸)
- 길 잃은 고양이 오버런! (츠즈키 오토메)
- 수호캐릭터! 파티(호타루)
- 내 여동생이 이렇게 귀여울 리가 없어（타무라 마나미）
- 학생회 임원들（시치죠 아리아）
- 페어리테일 (웬디 마블)

2011년
- 로큐브! (노비도메 마나카)
- SKET DANCE (타카하시 치아키(주장))

2012년
- 빙과 (치탄다 에루)
- K (유키조메 쿠쿠리)

2013년
- 로보카 폴리 - 미니, 브루니, 벨르, 메어리
- 폴리와 함께하는 교통안전 이야기 - 수지
- 내 여동생이 이렇게 귀여울 리가 없어。 (타무라 마나미)
- 금빛 모자이크 (카라스마 사쿠라)

2014년
- 학생회 임원들 * (시치죠 아리아)
- 주문은 토끼입니까? (우지마츠 치야)
- 마법과고교의열등생 (시바타 미즈키)
- 전자상가의 서점 아가씨 (츠모링)

2015년
- 주문은 토끼입니까?? (우지마츠 치야)
- 암살교실 (칸자키 유키코)
- 헬로!! 금빛 모자이크 (카라스마 사쿠라)

2020년
- 아픈 건 싫으니까 방어력에 올인하려고 합니다 (이즈)

### 극장판
푸른 강철의 아르페지오 - 아르스 노바 – 카덴차(나치)

### OVA
- 딸기 마시마로 앙코르 (여자A)
- 키스x시스 (여학생)
- 동방기투극3 (하쿠레이 레이무)
- OAD 노다메 칸타빌레 Lesson79 (여성 멤버A)
- xxxHOLiC 춘몽기 (여관 여성D)

### 웹 애니메이션
- 미소녀전사 세일러문 Crystal (오사카 나루)

### 드라마CD
- 내 여동생이 이렇게 귀여울 리가 없어 (타무라 마나미)
- 첫사랑 한정「무지개색 드롭」 (에노모토 유우)
- 빙과 (치탄다 에루)

### 라디오
- 타나하시 마이와 사토 사토미의 런치타임 뮤직 - 타나하시 마이와 공동진행. (분카방송 초!A&G+, 2007년 9월 - 12월)
- 라지온! - 토요사키 아키, 히카사 요코, 코토부키 미나코와 공동진행. (인터넷 라디오, 2009년 2월 9일 - 9월 25일)
- 라디오 닷아이 사토 사토미의 슈가포트. (분카방송 초!A&G+, 2009년 10월 - 2010년 1월)
- 라지온!! - 토요사키 아키, 히카사 요코, 코토부키 미나코, 타케타츠 아야나와 공동진행. (인터넷 라디오, 2010년 4월 23일 - 2010년 12월 3일) ※2013년 6월 28일~7월12일 3회 추가 방송
- 사토미와 우이의 R@DIO ONCE - 미야자키 우이와 공동진행. (인터넷 라디오, 2010년 7월 7일 - )
- 라디오☆사토미 발견전! (분카방송 초!A&G+, 2011년 4월 8일)